# Берин извор
Берин извор (на сръбски: Берин Извор или Berin Izvor) е село в Западните покрайнини, община Бабушница, Пиротски окръг, Сърбия. През 2002 година населението му е 90 души, докато през 1991 година е било 151 души. В селото живеят предимно българи.